# Jorge del Moral
Jorge del Moral, nome completo Jorge del Moral Ugarte, (Città del Messico, 23 dicembre 1900 – Città del Messico, 26 ottobre 1941), è stato un compositore e pianista messicano.

## Biografia
Ha studiato presso istituzioni musicali in Europa. A Monaco di Baviera, in Germania, strinse amicizia con musicisti importanti come Claudio Arrau. Ottenne grande fama come concertista quando fece varie tournée in diversi paesi. In Messico le sue canzoni sono state eseguite da importanti cantanti del suo tempo, tra cui Josefina Aguilar "La chacha", Paco Santillana, Néstor Mesta Chaires, Alfonso Ortiz Tirado, María Trinidad Martínez e altri. Oltre alle sue molte melodie popolari le più note sono: No niegues que me quisiste, Pierrot, Guitarras y flores, Nunca digas, Condénala señor, Divina mujer, ¿Por qué?. Scrisse anche musica classica e religiosa e fu una figura di grande popolarità nel terzo decennio del XX secolo. È l'autore dell'opera Don Ramiro, in tre atti.

## Canzoni
- Besos robados
- Tu imposible amor
- ¿Porqué?
- Divina Mujer
- No niegues que me quisiste
- Pierrot
- Guitarras y flores
- Nunca digas
- Condénala señor